# Amsweer
Amsweer is een gehucht op een kleine wierde in de gemeente Eemsdelta, net ten zuiden van het Eemskanaal.
Op de wierde bevond zich vroeger een drinkwatervijver of dobbe die nooit droog viel. In die vijver zaten drie gemetselde putten, die de zusterputten of jufferputten werden genoemd. Deze putten leverden smakelijk drinkwater op, dat bijzonder welkom was in droge zomers, wanneer het water in de omliggende sloten begon te verzilten. Drie vrijgezelle dames die samen een huis bewoonden, zouden de putten hebben gebouwd. Bij de putten stond omstreeks 1820 een schoolgebouwtje. De putten zijn in 1911 gedempt.
De wierde wordt voor het eerst genoemd als Omptsweer (1448) en Amptesweer (1449), wellicht in de betekenis 'de wierde van het ambt (hier kennelijk: het Oosterambt van Fivelingo)'.
Ongeveer 2 kilometer ten noorden van Amsweer, in de wijk Tuikwerd, staat de buitenplaats Vliethoven. Vanuit Amsweer is de buitenplaats door de aanwezigheid van het Eemskanaal alleen via een lange omweg te bereiken via Opwierde.
Amsweer vormde een afzonderlijke eed binnen het Dorpsterzijlvest. Een groot deel van het dorpsgebied waterde samen met Tuikwerd door het sluisje Flikkebuil af op het Damsterdiep. De belangrijkste watergang was de Oude Leesk, die onder verantwoordelijkheid van het zijlvest viel. In 1843 werd aan het Damsterdiep de windmolen van de Flikkezijlsterpolder gebouwd. Na de aanleg van het Eemskanaal werd in 1868 voor het gebied ten zuiden van dit kanaal de Amsweerderpolder gesticht.